# Brey-et-Maison-du-Bois
Brey-et-Maison-du-Bois ist eine französische Gemeinde mit 179 Einwohnern (Stand: 1. Januar 2022) im Département Doubs in der Region Bourgogne-Franche-Comté.

## Geographie
Brey-et-Maison-du-Bois liegt auf 914 m über dem Meeresspiegel, etwa 19 km südsüdwestlich der Stadt Pontarlier (Luftlinie). Das Straßenzeilendorf erstreckt sich im Jura, im Tal des Ruisseau de Lhaut nördlich der Längsmulde des Val de Mouthe und westlich des Mont de la Croix.
Die Fläche des 6,18 km² großen Gemeindegebiets umfasst einen Abschnitt des französischen Juras. Der zentrale Teil des Gebietes wird von der teils vermoorten Talniederung des Ruisseau de Lhaut eingenommen. Dieser Bach entwässert das Gebiet nach Norden zum Lac de Remoray und damit zum Doubs. Das Tal ist ein fossiles Flusstal des Doubs. Es wird im Osten von der Höhe des Mont de la Croix (bis 975 m) flankiert. Nach Westen erstreckt sich das Gemeindeareal über die Höhen von Buclées und Les Essarts (1015 m) und die Mulde von Maison-du-Bois bis auf den Höhenrücken des Bois de la Roche, auf dem mit 1055 m die höchste Erhebung von Brey-et-Maison-du-Bois erreicht wird. Das Gemeindegebiet ist Teil des Regionalen Naturparks Haut-Jura (frz.: Parc naturel régional du Haut-Jura).
Die Gemeinde besteht aus zwei Ortsteilen:
- Le Brey (914 m) in der Talniederung des Lhaut
- Maison-du-Bois (975 m) in einer Mulde nördlich des Val de Mouthe

Nachbargemeinden von Brey-et-Maison-du-Bois sind Remoray-Boujeons und Labergement-Sainte-Marie im Norden, Rochejean im Osten sowie Les Villedieu und Gellin im Süden.

## Geschichte
Erstmals urkundlich erwähnt wird Brey im Jahr 1241 unter dem Namen Bre. Der Ortsname geht vermutlich auf das gallische Wort bracu (Moor) zurück. Im Mittelalter gehörte Brey zur Herrschaft Rochejean. Zusammen mit der Franche-Comté gelangte es mit dem Frieden von Nimwegen 1678 an Frankreich. Seit der Zeit der Französischen Revolution bildet Le Brey zusammen mit Maison-du-Bois eine Doppelgemeinde. Heute ist Brey-et-Maison-du-Bois Mitglied des 13 Ortschaften umfassenden Gemeindeverbandes Communauté de communes des Hauts du Doubs.

## Sehenswürdigkeiten

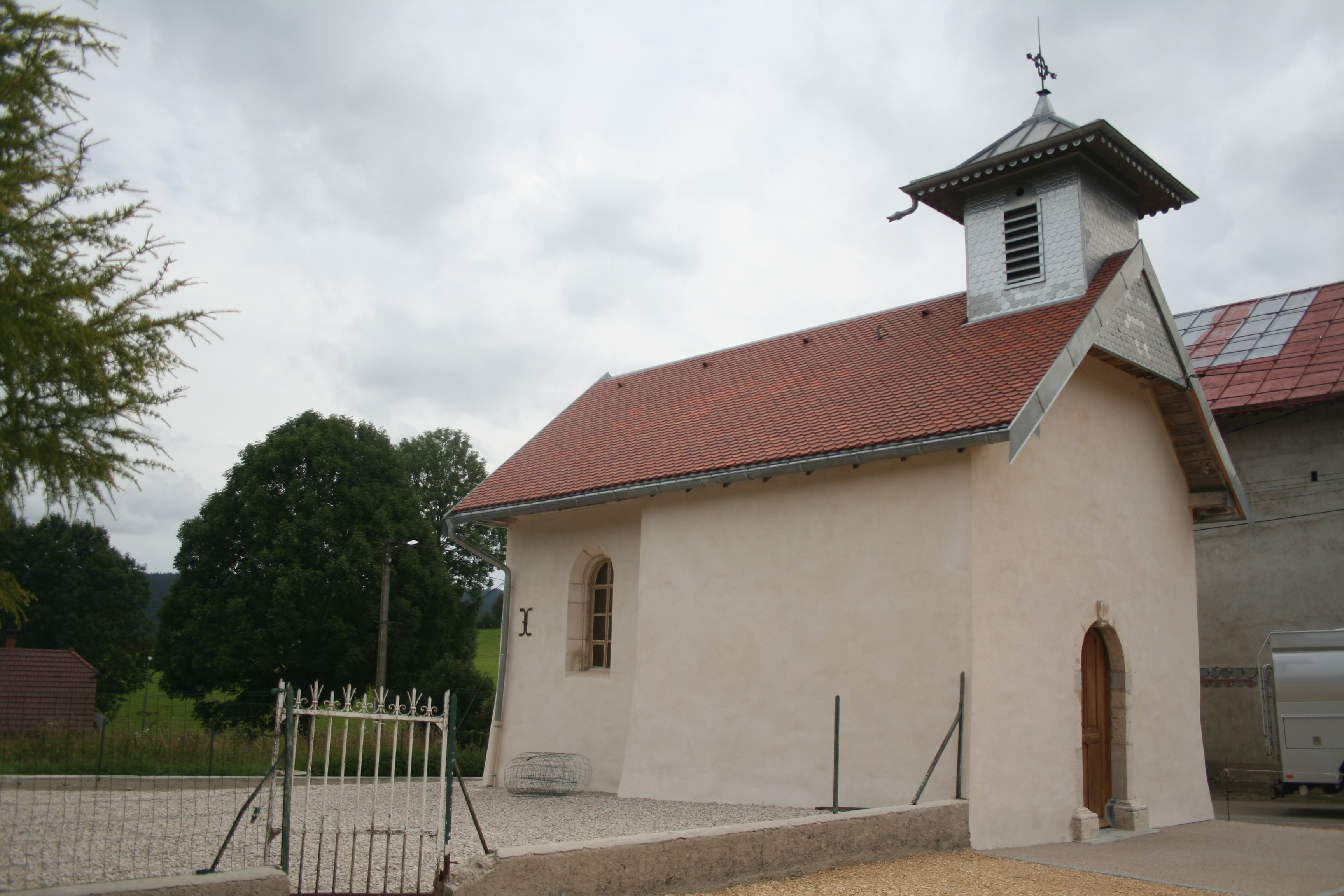
Kapelle von Maison-du-Bois

Die Kapelle von Maison-du-Bois wurde 1497 errichtet. Aus dem Jahr 1721 stammt die Kirche von Le Brey.

## Bevölkerung
Mit 179 Einwohnern (1. Januar 2022) gehört Brey-et-Maison-du-Bois zu den kleinsten Gemeinden des Départements Doubs. Nachdem die Einwohnerzahl in der ersten Hälfte des 20. Jahrhunderts deutlich abgenommen hatte (1886 wurden noch 166 Personen gezählt), wurde seit Beginn der 1990er Jahre wieder ein leichtes Bevölkerungswachstum verzeichnet.
| Jahr                       | 1962 | 1968 | 1975 | 1982 | 1990 | 1999 | 2006 | 2016 |
| Einwohner                  | 97   | 101  | 91   | 74   | 74   | 100  | 103  | 99   |
| Quellen: Cassini und INSEE |      |      |      |      |      |      |      |      |

## Wirtschaft und Infrastruktur
Brey-et-Maisons-du-Bois war bis weit ins 20. Jahrhundert hinein ein vorwiegend durch die Landwirtschaft, insbesondere Milchwirtschaft und Viehzucht, sowie durch die Forstwirtschaft geprägtes Dorf. Daneben gibt es heute einige Betriebe des lokalen Kleingewerbes. Mittlerweile hat sich das Dorf auch zu einer Wohngemeinde gewandelt. Viele Erwerbstätige sind Wegpendler, die in den größeren Ortschaften der Umgebung ihrer Arbeit nachgehen.
Die Ortschaft liegt abseits der größeren Durchgangsstraßen an der Departementsstraße D437, die von Saint-Laurent-en-Grandvaux nach Pontarlier führt. Eine weitere Straßenverbindung besteht mit Boujeons.